# Jaskrawiec zwodniczy

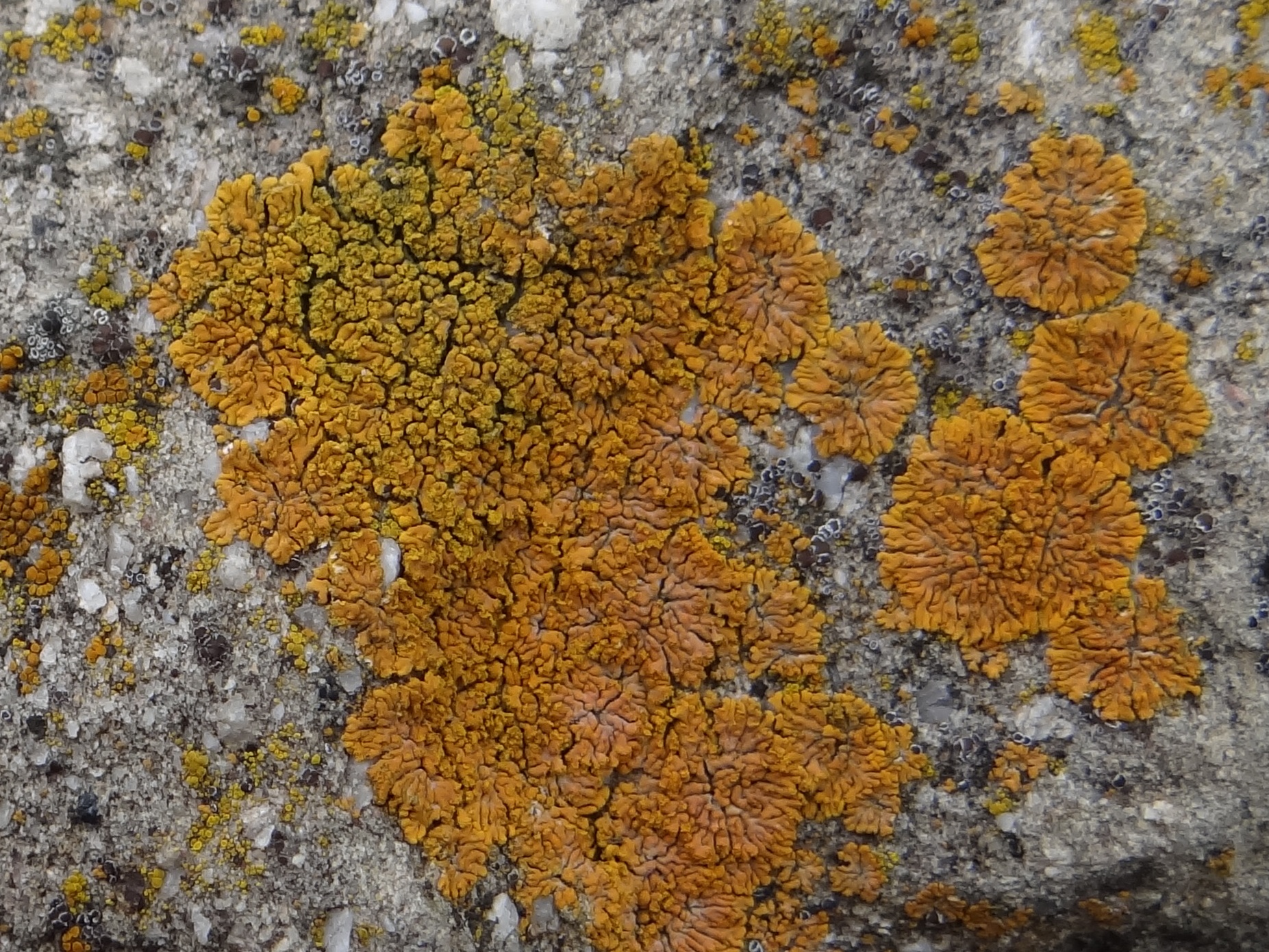

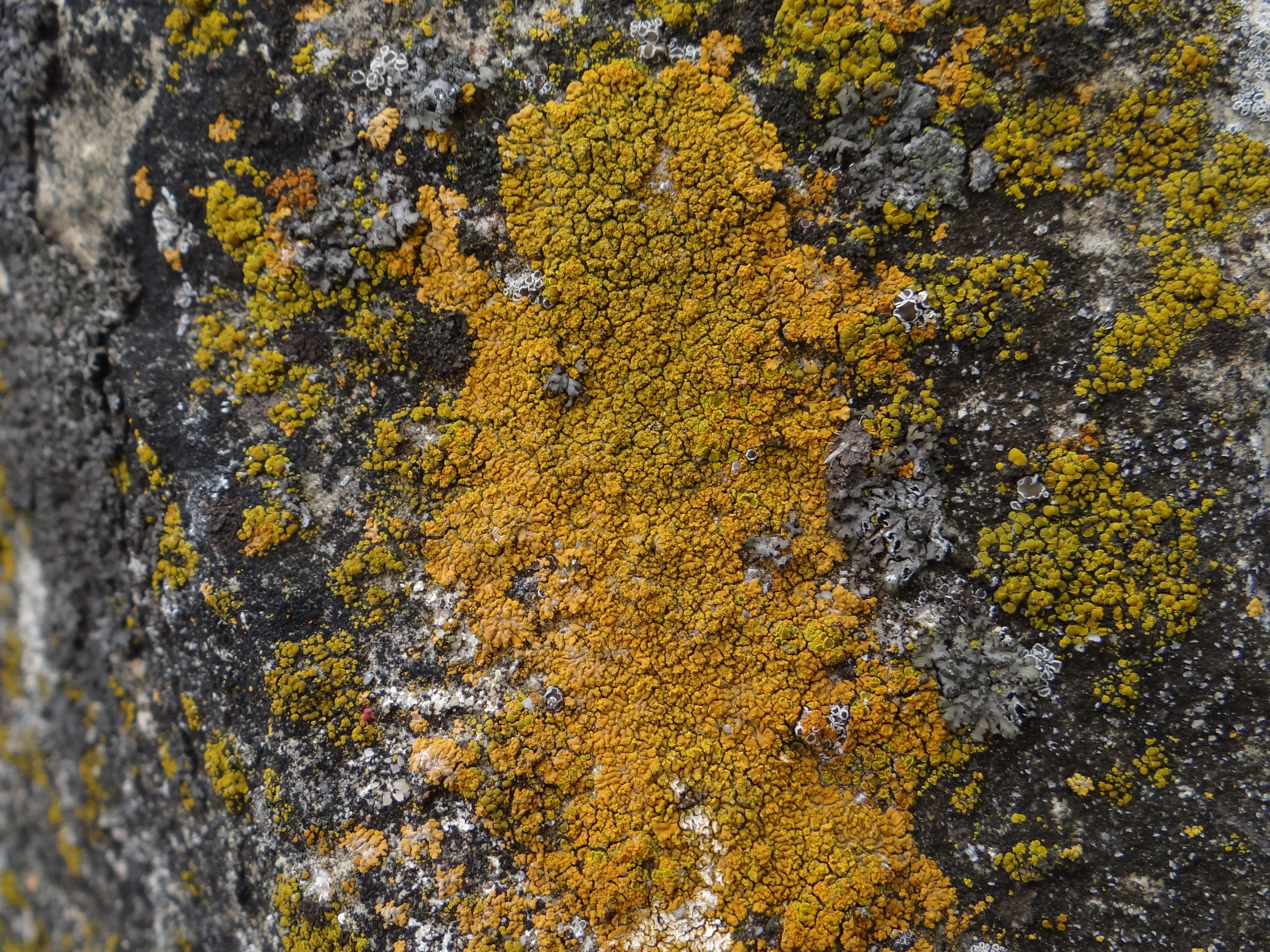
Tworzy skupiska i pojedyncze plechy

Jaskrawiec zwodniczy (Caloplaca decipiens (Arnold) Blomb. & Forssell) – gatunek grzybów z rodziny złotorostowatych (Teloschistaceae). Ze względu na współżycie z glonami zaliczany jest do porostów.

## Systematyka i nazewnictwo
Pozycja w klasyfikacji według Index Fungorum: Teloschistaceae, Teloschistales, Lecanoromycetidae, Lecanoromycetes, Pezizomycotina, Ascomycota, Fungi.
Po raz pierwszy takson ten zdiagnozował w roku 1867 Arnold nadając mu nazwę Physcia decipiens. Obecną, uznaną przez Index Fungorum nazwę nadali mu w roku 1931 Blomb i Forssell, przenosząc go do rodzaju Caloplaca. Niektóre synonimy naukowe:

- Amphiloma decipiens (Arnold) Bagl. 1879
- Gasparrinia decipiens (Arnold) Syd. 1887
- Heterodermia decipiens (Arnold) Trevis. 1868
- Lecanora decipiens (Arnold) Nyl. 1868
- Physcia decipiens Arnold, Flora 1867
- Placodium decipiens (Arnold) Leight. 1871

Nazwa polska według Krytycznej listy porostów i grzybów naporostowych Polski.

## Morfologia
Plecha z glonami protokokkoidalnymi tworząca rozetki o średnicy do 1–2,5 cm. Nie tworzy przedplesza. Na obwodzie rozetki odcinki plechy są nieco wypukłe, ściśle przylegające do siebie lub nieco zachodzące na siebie. Mają długość do 3 mm, szerokość ok. 1 mm. Zewnętrzna powierzchnia jest barwy od żółtej poprzez pomarańczową i czerwoną do brunatnożółtej i zwykle jest oprószona. Na końcach plechy oraz w środkowej jej części tworzą się soralia. Na końcach plechy są główkowate, lub wargowe i mają żółty kolor, te w środku plechy są brodawkowane albo wydłużone. Reakcje barwne: plecha K+ czerwony, H –, 10% N –, CN –, C –, rdzeń K + czerwony, H, 10% N –, CN –.
Kora plechy ma grubość 20–40 μm i zawiera granulki nierozpuszczalne w KOH. Rdzeń jest protoplektenchymatyczny i również zawiera granulki nierozpuszczalne w KOH.
Dość rzadko tworzy ciemniejsze od plechy, rozproszone lub skupione owocniki. Są to apotecja lekanorowe o średnicy 0,3–1 mm i płaskich tarczkach. Ich brzeżek plechowy jest szorstki lub ziarenkowaty, gruby i trwały. Hymenium ma grubość około 80 μm, hypotecjum jest bezbarwne. W jednym worku powstaje po 8 dwukomórkowych zarodników. Są dwubiegunowe, bezbarwne i mają rozmiar 10 × 5–8 μm. Przegroda ma grubość 5–8 μm i kanalik w środku.

## Występowanie i siedlisko
Występuje głównie na półkuli północnej, najliczniej w Ameryce Północnej, Europie i na Kaukazie. Z bliżej położonych równika obszarów występuje w Kostaryce w Ameryce Środkowej. Na półkuli południowej jaskrawiec zwodniczy znany jest tylko na dwóch wyspach: na Nowej Zelandii i wyspie Banian. W Polsce jest to gatunek pospolity.
Rozwija się  w dobrze oświetlonych miejscach na wapieniach, betonie, cemencie, cegłach. Często występuje razem z jaskrawcem murowym (Caloplaca saxicola).

## Gatunki podobne
- jaskrawiec pierścieniowaty (Caloplaca cirrochroa). Ma zewnętrzne odcinki plechy węższe i płaskie oraz wyraźniej promieniście ułożone[5],
- jaskrawiec murowy (Caloplaca saxicola). Tworzy liczne, często kanciaste apotecja, a jego plecha ma końcowe odcinki głęboko wcinane[4].